# Homeworld
Homeworld (englisch für Heimatwelt) ist ein im Jahr 1999 erschienenes Echtzeit-Strategiespiel, entwickelt von Relic Entertainment, vertrieben von Sierra Entertainment. Es war eines der ersten Echtzeit-Weltraumstrategiespiele mit voller Bewegungsfreiheit in alle drei Raumdimensionen. Das Spiel wurde zu einer Reihe mit drei Titeln und einem späteren Remaster.

## Handlung
Den Hintergrund bildet die Geschichte eines Volkes, das den Wüstenplaneten Kharak besiedelt und erste Schritte in der Raumfahrt unternimmt. Durch Zufall entdeckt dieses Volk unter dem Sand der Großen Wüste die Überreste eines 4000 Jahre alten Raumschiffes mit den Überresten eines Hyperraumantriebs, der von den Vorfahren der Kharakianer hier zurückgelassen wurde – warum ahnt noch niemand. Im Umfeld des Schiffes wird schließlich ein fundamentales Objekt des Spiels freigelegt, der sogenannte „Führungsstein“, ein schwarzer Stein mit Gravuren und Zahlen, die einen Punkt im äußeren westlichen Spiralarm der Galaxis zeigen (Kharak) und einen weiteren Punkt in der Nähe des galaktischen Kerns. Neben diesem steht ein einziges Wort, älter als die ältesten Clans Kharaks: „HIIGARA“ – Heimat.
Spätere Untersuchungen lassen darauf schließen, dass der Stein aus der Gegend des Zentrums der Galaxis stammt, vermutlich der Heimat der Kharakianer, als „Hiigara“ gekennzeichnet. Dies unterstützt die Theorie der Xenogenese, die besagt, dass die Kharakianer nicht von Kharak stammen. Bald blickt der ganze Planet nur noch einem Ziel entgegen: Den Ursprung ihres Steins zu erkunden. Alle restlichen und ohnehin schon knappen Ressourcen Kharaks werden daran gesetzt, im Orbit ein riesiges Kolonieschiff zu bauen, das eine Auswahl von 600.000 Personen zur Gründung einer Kolonie auf die alte Heimatwelt bringen soll. Dieses „Mutterschiff“ verfügt neben genügend Platz für die Kolonisten und dem antiken und kaum erforschten Hyperraumantrieb, der riesige Strecken in kürzester Zeit überwinden lässt, auch über eine vollausgestattete Werft, die vom einfachen Jäger bis zum Schweren Kreuzer mittels unterwegs zu sammelnder Rohstoffe eine komplette Raumflotte bauen kann. Aber mit der Zeit erscheint ein weitaus größeres Problem als die Konstruktion: Die Datenübertragung. Das Mutterschiff ist so komplex, dass selbst die größten und besten Superrechner Kharaks nicht imstande sind, die Menge an Informationen zu verarbeiten und gleichzeitig die einzelnen Sektionen zu verwalten. Das Problem wird ziemlich radikal von derselben Forscherin gelöst, welche es entdeckt hat: Karan S'jet, eine Neuroforscherin, die ihr eigenes Gehirn mit dem Mutterschiff verbindet, um den Datenstrom aufrechtzuerhalten. Das alles ist zwar sehr gefährlich, aber die einzige Lösung und immerhin geht es um die Vergangenheit und Zukunft des Volkes Kharaks. Karan S'jet ist ab diesem Zeitpunkt das Flottenkommando und eingebettet im Mutterschiff. Nach 60 Jahren Bauzeit wird das Mutterschiff fertiggestellt und unternimmt eine erste Erkundungsreise per Hyperraumantrieb in die Außenbereiche des Kharak-Systems, wo es das Hilfsschiff „Khar Selim“ treffen soll. Es sollen Verbesserungen am Antrieb und Analysen des Hypersprungkernes, dem Hauptbestandteil des Hypersprungantriebs, erfolgen.
Die „Khar Selim“ wird zerstört vorgefunden, und fremdartige feindliche Schiffe greifen das Mutterschiff an. Nach der Vernichtung der Angreifer kehrt das Mutterschiff nach Kharak zurück, um die erforderlichen Arbeiten zur Komplettierung durchzuführen. Aber es erwartet sie ein schwelender Trümmerhaufen um den alten Heimatplaneten, die bewohnbaren Polkappen sind vernichtet und von einer schwarzen Schicht aus Qualm und Trümmern gänzlich überdeckt. Nur die Kolonisten in ihren Kälteschlafkammern haben im Orbit überlebt und müssen gegen die Angreifer, Teile der Flotte eines riesigen interstellaren Reichs, welches die Kharakianer vor Jahrtausenden auf den Gefängnisplaneten Kharak verbannte, geschützt werden. Nachdem die Kolonisten in das Mutterschiff verbracht wurden, sammelt es die letzten verwertbaren Rohstoffe ein und flieht in den Hyperraum, bevor die Angreifer zurückkehren.
Nach der Vernichtung der Heimat gibt es kein Zurück mehr, es geht nur noch nach vorn – Hiigara ist die einzige mögliche Hoffnung der Kharakianer zu überleben. In einer epischen Odyssee durchquert das Mutterschiff mit einer ständig wachsenden Begleitflotte im Schlepptau die halbe Galaxis, jede Mission bringt neue Kämpfe und Herausforderungen, aber auch neue Freunde, die den Verbannten beistehen. Die Heimatlosen bekämpfen Piraten, seltsame Nebelbewohner sowie Flotten und Stationen des Imperiums, suchen auf gewaltigen Raumschifffriedhöfen nach Verbündeten und gelangen langsam, aber sicher immer näher an den galaktischen Kern und erfahren Erstaunliches über das Imperium, durch welches die Kharakianer einst verbannt wurden. Innerhalb dieses Imperiums bricht ein Bürgerkrieg aus und die Abtrünnigen stehen den Exilanten zur Seite. Dazu tauchen oftmals die mysteriösen und in Rätseln sprechenden Bentusi-Händler auf, ein uraltes und friedliches Volk, das die Kharakianer mit Technologie und Informationen im Austausch gegen einen geringen Anteil von Rohstoffen versorgen und ihnen schließlich die Wahrheit über ihre Vergangenheit offenbaren. Der Höhepunkt ist dann der Endkampf hoch über Hiigara gegen die imperiale Flotte und den Imperator selbst, welche die schon zum Greifen nahe Heimatwelt nun um jeden Preis unerbittlich verteidigen. Schlussendlich trifft der von den Bentusi zusammengerufene galaktische Rat ein, der den Anspruch der Kharakianer auf Hiigara anerkennt und deren lange Reise damit beendet.

## Spielprinzip
Der Spieler übernimmt die Rolle des Flottenkommandos (bzw. Karan S'jet, welche ihr Gehirn mit den Systemen des Schiffes verbunden hat) und befehligt eine stetig wachsende Ansammlung von verschiedenen Kampfschiffen, mit denen die Missionsziele erfüllt werden müssen. In ihren Größen und Aufgaben sind die Schiffe sehr verschieden, ihre Stärken und Schwächen ergänzen sich gegenseitig. Die Größenklassen reichen von kleinen Jägern und Sonden über Korvetten, Fregatten, Zerstörer und Träger bis hin zum Schweren Kreuzer, daneben gibt es Reparatur- und Tankschiffe sowie Rohstoffsammelschiffe. Es existieren zwei gleichberechtigt spielbare Völker (Kushan und Taiidan), die in ihren Eigenschaften und Schiffen weitgehend identisch sind. Mit beiden kann der Weg von Kharak nach Hiigara zurückgelegt werden, Gegner ist dann die jeweils andere Rasse. Der Schwierigkeitsgrad ist von vornherein festgelegt und kann nur durch präzises Planen von Einsätzen und beste Strategien gemeistert werden. Zum Glück des unerprobten Admirals kann man jederzeit speichern und laden. Zu Beginn jeder Mission wird automatisch gespeichert.

## Entwicklung

Logo der Homeworld-Reihe

### Artwork und Grafikdesign
Die Raumschiffdesigns und Weltraumhintergründe des Spiels weisen starke Ähnlichkeiten zu den Science-Fiction-Illustrationen der Künstler Chris Foss und Peter Elson auf, die beide in der speziellen Dank geht an-Sektion im Nachspann erwähnt werden. Zudem beeinflussten die Werke des britischen Science-Fiction-Illustrators John Harris die Entwickler.

### Soundtrack
Es existiert ein Lied mit dem Titel Homeworld von der Rockgruppe Yes, das Bestandteil der Musik von Homeworld (1999) ist. Es stammt von dem Album The Ladder, dem 16. Studioalbum der Gruppe (1999). Der größte Teil des Soundtracks wurde von Paul Ruskay komponiert, welcher dafür 2000 den Best Score Award der Onlinezeitschrift Eurogamer gewann. Die Musik des Intros ist dagegen ein klassisches Stück: Adagio for Strings von Samuel Barber (1910–1981).

### Homeworld SDL
Am 26. September 2003 gab Relic Entertainment den Quelltext von Homeworld frei, was mit Hilfe von SDL zur Portierungen auf bisher nicht unterstützte Plattformen, z. B. auf Linux, MacOS (allerdings ohne Netzwerkspiel), Pandora, Maemo/N900 und Android führte. Das Spiel ist allerdings keine freie Software, da es unter einer restriktiven, nicht-standardisierten Softwarelizenz freigegeben wurde. Die Lizenz-Limitierungen behindern eine Weiterentwicklung von Homeworld SDL signifikant, weswegen es seit dem Übergang der Rechte an Gearbox 2013 Bemühungen der Community gibt eine Re-Lizenzierung zu erreichen. Im September 2013 reagierte Gearbox offen für solche Re-Lizenzierungsideen.

## Rezeption
Homeworld zeichnete sich zum Zeitpunkt seines Erscheinens durch den überzeugenden Einzelspieler-Teil aus, der neue Akzente in der Echtzeitstrategie mit einer epischen Geschichte über die Heimkehr der Vertriebenen verband. Gelobt wurde weiterhin die musikalische Untermalung von Paul Ruskay, die Grafik sowie ein durch die Steuerung der Einheiten im dreidimensionalen Raum innovatives, aber dennoch ausgereifter Spielmechanik mit liebevoll gestalteten Missionen und Zwischensequenzen. Dafür erhielt das Spiel zahlreiche Auszeichnungen:
- E3 1999 – Game Critics Awards: Bestes Strategie Spiel
- IGN 1999 – Spiel des Jahres[15]
- PC Gamer 1999 – Spiel des Jahres
- Well-Rounded Entertainment 1999 – Spiel des Jahres
- PC Joker – „Spiel des Jahres 1999“
- Metacritic – Best and Worst Computer Strategy Games , Top 10: Platz 3 (2010)[16]
- PC Games – 89 % Spielspass[17]
- GameStar – 84 % Spielspass, Wertung: „sehr gut“[18]

## Lizenzgeschichte
Die Rechte an der Homeworld-Serie fielen an THQ als Relic 2004 von diesen gekauft wurde. Nach der Übernahme verließen einige der Relic-Gründer und ehemaligen Homeworld-Entwickler Relic Entertainment und gründeten 2007 Blackbird Interactive um ein eigenes Weltraum-RTS, aber ohne die Homeworld-Rechte, zu entwickeln.
Nach der Insolvenz und anschließenden Zerschlagung THQs im Frühjahr 2013 wurden die Rechte an den Spieletiteln, darunter auch Homeworld, versteigert. Eine Crowdfunding-Kampagne auf der Plattform Kickstarter zur Finanzierung des Lizenzkaufs durch das unabhängige Entwicklungsstudio Team-Pixel erzielte insgesamt ca. 70.000 US$, wurde jedoch bei der Versteigerung am 15. April 2013 überboten. Am 22. April wurde bekannt, dass die Rechte für 1,35 Millionen US-Dollar an Gearbox Software gegangen waren.
Gearbox Software gab auf der PAX Australia im Juli 2013 eine baldige Veröffentlichung von Homeworld-HD- und Homeworld-2-HD-Remakes zusammen mit den Originalversionen der Spiele über Online-Vertriebsplattformen wie Steam und GOG.com bekannt. Die Entwicklung der Homeworld Remastered Collection zog sich bis 2015 und erschien am 25. Februar 2015.
Im September 2013 wurde eine Kooperation von Gearbox mit Blackbird Interactive auf der PAX Seattle bekannt gegeben, welche Blackbird Interactive sowohl die Verwendung des Homeworld-Franchises erlaubt, als auch finanzielle Unterstützung umfasst. Blackbird hat das in der Entwicklung befindliche Spiel Hardware: Shipbreakers unter dem Namen Homeworld: Shipbreakers weiterentwickelt und am 20. Januar 2016 als Homeworld: Deserts of Kharak veröffentlicht. Es ist ein Prequel zu Homeworld.

## Fortführungen und Neuauflagen

### Homeworld: Cataclysm
Diese Fortsetzung der Homeworld-Saga in Form eines selbständig funktionierenden Add-ons hat nicht mehr das ganze Volk der Kushan als Storymittelpunkt, sondern einen der kleineren Kiithid (Clan): den Kiith Somtaaw, der sein Glück vornehmlich im interstellaren Asteroiden-Bergbau sucht, nachdem die früher vorherrschenden religiösen Aspekte des Clans durch die Rückkehr nach Hiigara und die Zerstörung Kharaks in den Hintergrund getreten sind. Fünfzehn Jahre nach der Ankunft auf Hiigara übernimmt der Spieler das Kommando über eine Flotte um das Mutterschiff KUUN LAN, ein interstellares Bergbau-Basisschiff. Er stößt auf seiner Reise auf einen uralten biomechanischen Virus, der sich in Form von Infektionsstrahlen und Lenkraketen auf andere Schiffe überträgt, um sie zu assimilieren. „Die Bestie“, so der Deckname für das Virus, kann selbstständig denken und handeln und sammelt mit jedem infizierten Schiff neue Informationen und Technologien und entwickelt neue Strategien gegen die Kushan, Bentusi und die Taiidan-Republik.
Cataclysm nahm hauptsächlich Detail- und Komfortverbesserungen am Grundspiel vor. Es übernahm die Grafik-Engine des Hauptspiels und fügt einige neue Licht- und Explosionseffekten, 18 neue Schiffstypen und 25 neue Technologien hinzu. Eine Zeitrafferfunktion beschleunigt Erkundungsflüge und Reparaturarbeiten, ein Wegpunktsystem ermöglicht die Festlegung von Patrouillenwegen und über Hyperraum-Sprungtore können größere Distanzen zurückgelegt werden. Cataclysm kam im September 2000 für Windows auf den Markt.

### Homeworld 2
Der eigentlich dritte Teil der Saga spielt 100 Jahre nach den Ereignissen von Homeworld. Hiigara und der Rest der Galaxis werden durch die Invasion eines galaktischen Nomadenvolkes, den Vaygr, bedroht, die aus den unbekannten Regionen des östlichen Spiralarms stammen. Ihr Anführer Makaan trachtet danach, die drei Hyperraumkerne in seinen Besitz zu bringen, die der Legende nach den großen Schöpfer Sajuuk erwachen lassen sollen. Wieder übernimmt Karan S'jet, die Anführerin des Exodus, das Kommando der Flotte. Es gilt Sajuuk zu finden, bevor die Vaygr den Hiigaranern zuvorkommen, daher beginnt ein Wettlauf gegen die Zeit. Eine wichtige Rolle spielt das Volk der Bentusi, dazu taucht eine aggressive neue Rasse auf, die anscheinend deutlich älter ist als alle anderen.
Der Spieler übernimmt erneut das Kommando über die Flotte der Hiigaraner, die mit völlig neuen Schiffstypen ausgestattet wurde. Ähnlich dem ersten Teil steigen die Fähigkeiten der Flotte mit dem Fortschreiten des Spieles, angefangen mit simplen Jägern können immer größere Schiffe bis hin zum Schlachtkreuzer und zur Schiffswerft gebaut werden. Technisch und grafisch wurde Homeworld 2 gegenüber dem Erstling verbessert und das Gameplay sowie die Bedienung streckenweise vereinfacht. Die Flottenstärke des Gegners wird außerdem nun immer an die Flottenstärke des Spielers zu Beginn einer Mission angepasst.

### Homeworld Remastered Collection
Gearbox Software gab im Juli 2013 bekannt, an einer Homeworld Remastered Collection zu arbeiten, hochauflösende und im Mehrspielermodus erweiterte Versionen von Homeworld und Homeworld 2. Die Remastered Collection erschien ausschließlich in englischer Sprachausgabe mit mehrsprachigen (u. a. deutschsprachigen) Untertiteln und Menütexten. Die Beta-Version der Remastered Collection wurde im Rahmen einer Pressekonferenz von Gearbox auf der PAX South 2015 (23.–25. Januar 2015) in San Antonio erstmals vorgestellt.
Am 25. Februar 2015 erschien die Remastered Collection, trotz Ankündigung einer Veröffentlichung bei mehreren Online-Spielplattformen, exklusiv auf der Internet-Vertriebsplattform Steam. Auch die Collector’s Edition, welche unter anderem zusätzlich ein Modell des Hiigaraner-Mutterschiffs aus Homeworld 2 beinhaltet, hat keine physischen Datenträger mit der Remastered Collection, sondern nur einen einlösbaren Gutschein-Code für Steam. Teil der Remastered Collection sind HW1 Classic und HW2 Classic genannte Spielversionen, überwiegend im Originalzustand belassene und nur mit minimalen Kompatibilitätsanpassungen für moderne Betriebssysteme versehene Neukompilate der jeweiligen Quelltexte. Die eigentlichen Remastered-Versionen von HW1 und HW2 dagegen sind auf Basis einer stark erweiterten HW2-Engine erstellt worden. In den Remastered-Versionen wurden höher aufgelöste Grafikmodelle und -effekte, Unterstützung für HD, UHD, 4K-Auflösungen, sowie überarbeitete Audio- und Videosequenzen des Originalmaterials hinzugefügt. Der Mehrspielermodus wurde vereinheitlicht, es ist möglich, alle vier Fraktionen bzw. Rassen aus Teil 1 und 2 in allen Kombinationen zu spielen. Neben den grafischen Updates gab es weitere Änderungen an den Spielen: Beispielsweise fehlt in HW1 Remastered wie HW1 Classic der Abschluss-Soundtrack der Band Yes aufgrund von Lizenzproblemen, und aus den Classic-Versionen wurde der LAN-Mehrspielermodus entfernt. HW1 Remastered änderte die Spielmechanik signifikant, da einige der HW1-Spielengine-Fähigkeiten dem Transfer auf die HW2-Spielengine zum Opfer fielen: u. a. Treibstoff, eine ballistische Projektilsimulation und taktische Formationen fehlten oder waren dysfunktional. Später wurden einige dieser Anpassungen durch Patches wieder näher an die ursprüngliche Verhaltensweise angenähert.
Die Kaufbox von Homeworld Remastered Collection mit 2 DVD-ROMs lässt sich, im Gegensatz zu den Originalspielen von Homeworld und Homeworld 2, ohne Internetzugang und vorherige Registrierung auf der Webseite steampowered.com, weder installieren noch spielen, noch sind sonst irgendwelche Inhalte der beiden DVDs zugänglich. Ein Hinweis auf diese Einschränkung findet sich auf der Rückseite der Packung ganz unten – allerdings kann über GOG.com auch eine DRM-freie Ausgabe bezogen werden.
Am 18. Mai 2015 schätzte die Webseite Steam Spy auf der Grundlage freiverfügbarer Steam-Web-API-Daten, dass rund 220.000 Kopien der „Remastered Edition“ über Steam vertrieben worden sind.

### Homeworld: Deserts of Kharak
Die Handlung von Homeworld: Deserts of Kharak spielt 114 Jahre vor den Geschehnissen von Homeworld auf dem Wüstenplaneten Kharak, dem aufgezwungenen Exil des außerirdischen Volkes der Kushan (eigentlich Hiigarianer). Die Kushan sind ein Volk, das sich gesellschaftlich in Familien-Klans, den sogenannten Kiithid (Singular: Kiith), in einer Art Stammes-Kastensystem zu dutzenden oder gar tausenden Mitgliedern aufgeteilt hat. Kharak ist ein dem Untergang geweihter Planet, da sich deren lebensfeindliche Wüsten unaufhaltsam ausbreiten. Zudem führen die Kushan-Clans, die Kiithid, ständig Krieg gegeneinander.
Ein Satellit im Orbit entdeckt zufällig in der Great Banded Desert ein verborgenes Objekt im Wüstensand, welches als „Jaraci-Objekt“ oder auch „Primäre Anomalie“ bezeichnet wird. Es handelt sich um das Raumschiffwrack der Khar-Toba vom Planeten Hiigara aus der Vorgeschichte von Homeworld, das die vertriebenen Vorfahren der Kushan auf Befehl des Taiidan-Imperiums ins Exil auf Kharak brachte. Von der Koalition der nördlichen Kiithid (englisch ‚Coalition of the Northern Kiithid‘) werden mehrere Expeditionen in feindliches Gebiet ausgesandt, um es zu untersuchen und zu sichern, darunter auch eine Expedition unter der Führung der leitenden Wissenschaftsoffizierin Rachel S'jet. Man erhofft sich von diesem Objekt einen Schlüssel zum Überleben der Bevölkerung des Planeten, da sie selbst über keine eigene bemannte Raumfahrt verfügt.

### Homeworld 3
Gearbox Software hat im August 2019 hat mit Homeworld 3 einen eigentlich fünften Teil der Saga angekündigt. Homeworld 3 knüpft jedoch an die Geschehnisse von Homeworld 2 an. Die Fortsetzung wurde am 13. Mai 2024 veröffentlicht.